# Endre Skandfer
Endre Skandfer (né le 12 janvier 1976 à Harstad) est un animateur norvégien. Son court-métrage Dunder a été diffusé au cinéma en France fin 2016. En 2014, Egmont Comics Nordic publie sa bande dessinée d'aventure humoristique Krüger & Krogh (no), réalisée avec ses amis animateurs Ronald Kabíček et Bjarte Agdestein.

## Distinctions
- 2014 : Prix Pondus pour Krüger & Krogh (no) (avec Ronald Kabíček et Bjarte Agdestein)
- 2014 : Prix Sproing de la meilleure bande dessinée norvégienne pour Krüger & Krogh (avec Ronald Kabíček et Bjarte Agdestein)